# Mazda
Mazda Motor Corporation (japonsky: マツダ株式会社, Macuda Kabušiki Gaiša) je japonský výrobce automobilů se sídlem v Hirošimě. Jako jedna z prvních a jediná automobilka se v současné době zabývá výrobou Wankelova motoru s rotačním pístem, naposledy byl dodáván v modelu Mazda RX-8 a plánuje se na léto 2023 v Mazdě MX-30. V roce 2019 Mazda vyrobila více než 1,48 milionu vozidel pro prodej v celém světě. Většina z nich (asi 850 000) byla vyrobena v japonských závodech, zbytek pocházel z různých dalších závodů po světě.

## Název
Slovo „Mazda“ pochází od nejvyššího zoroastriánského boha rozumu Ahura Mazda, který udělil moudrost a sjednotil člověka, přírodu a ostatní bohy. Název se také podobá příjmení zakladatele společnosti Džúdžira Macudy.
V japonštině se název společnosti vždy vyslovoval a hláskoval jako „Matsuda“, jméno zakladatele. Televizní reklamy automobilů Mazda ve Spojených státech používají výslovnost, kde počáteční samohláska zní podobně jako ve slově „art“, zatímco kanadské reklamy Mazdy vyslovují tento název s počátečním „a“ jako ve slově „has“. Úvodní samohláska (v amerických a kanadských reklamách) se označuje jako první a poslední znění „A“ v původní perské výslovnosti.

## Historie

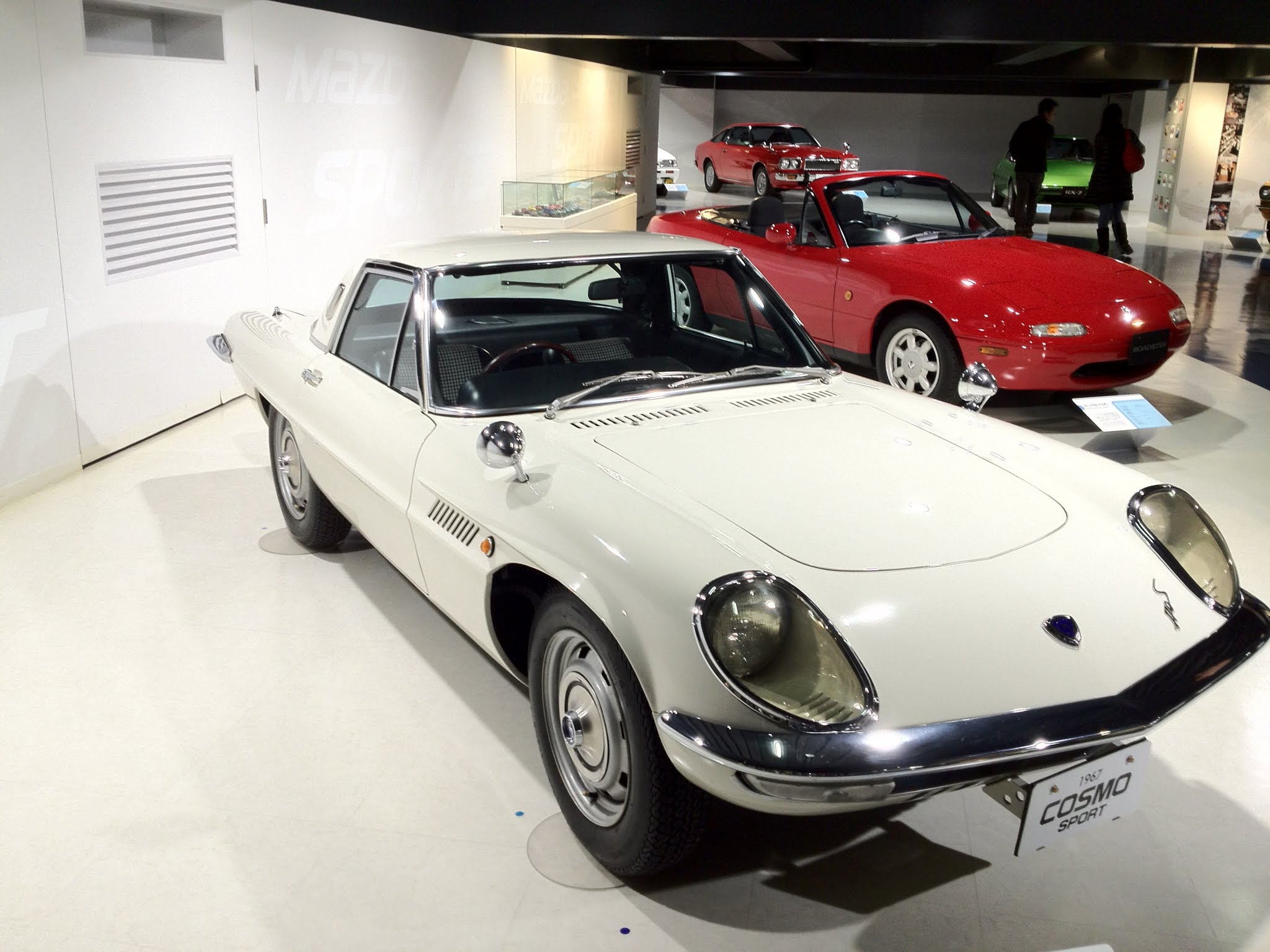
Mazda Cosmo byl první vůz, který Mazdu proslavil

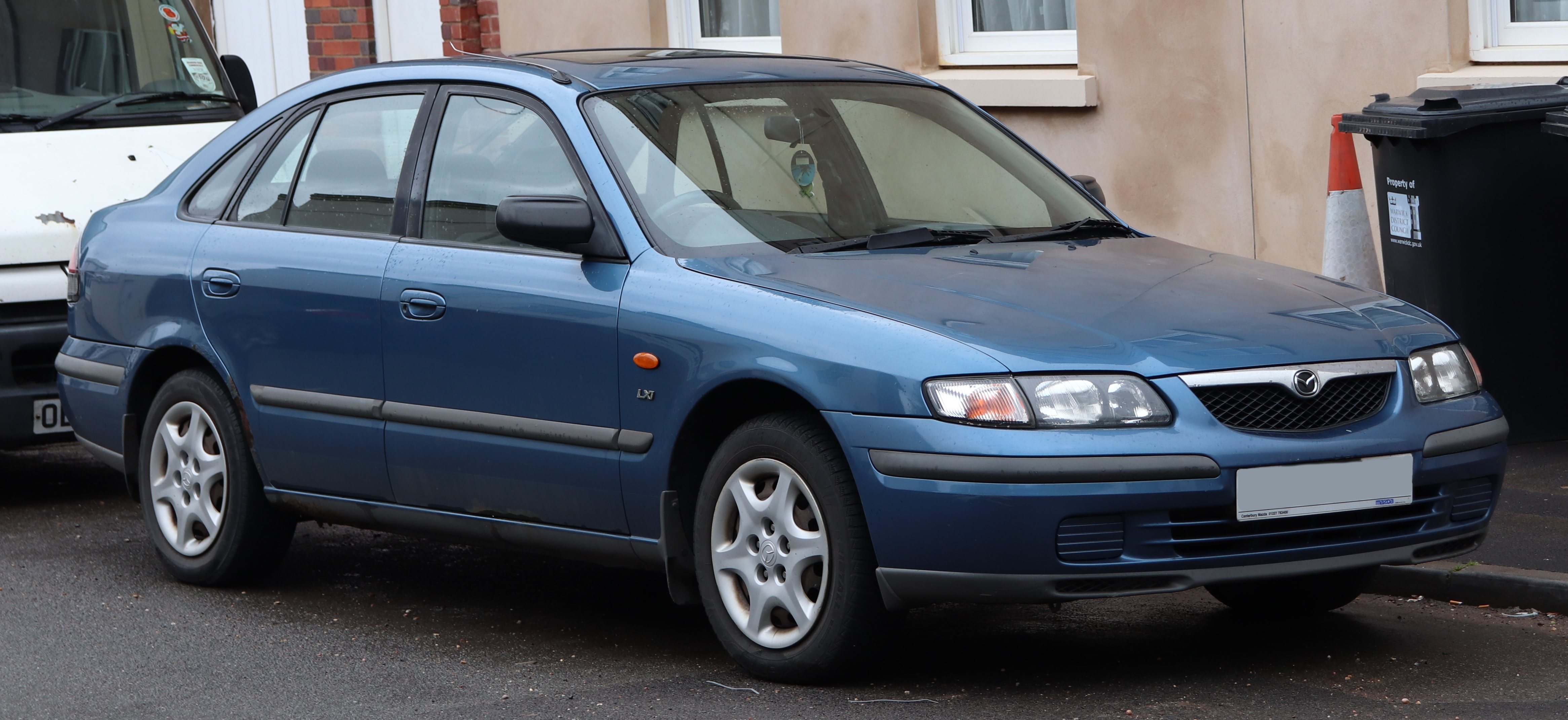
Mazda 626 (Capella), automobil střední třídy vyráběný v letech 1970–2002

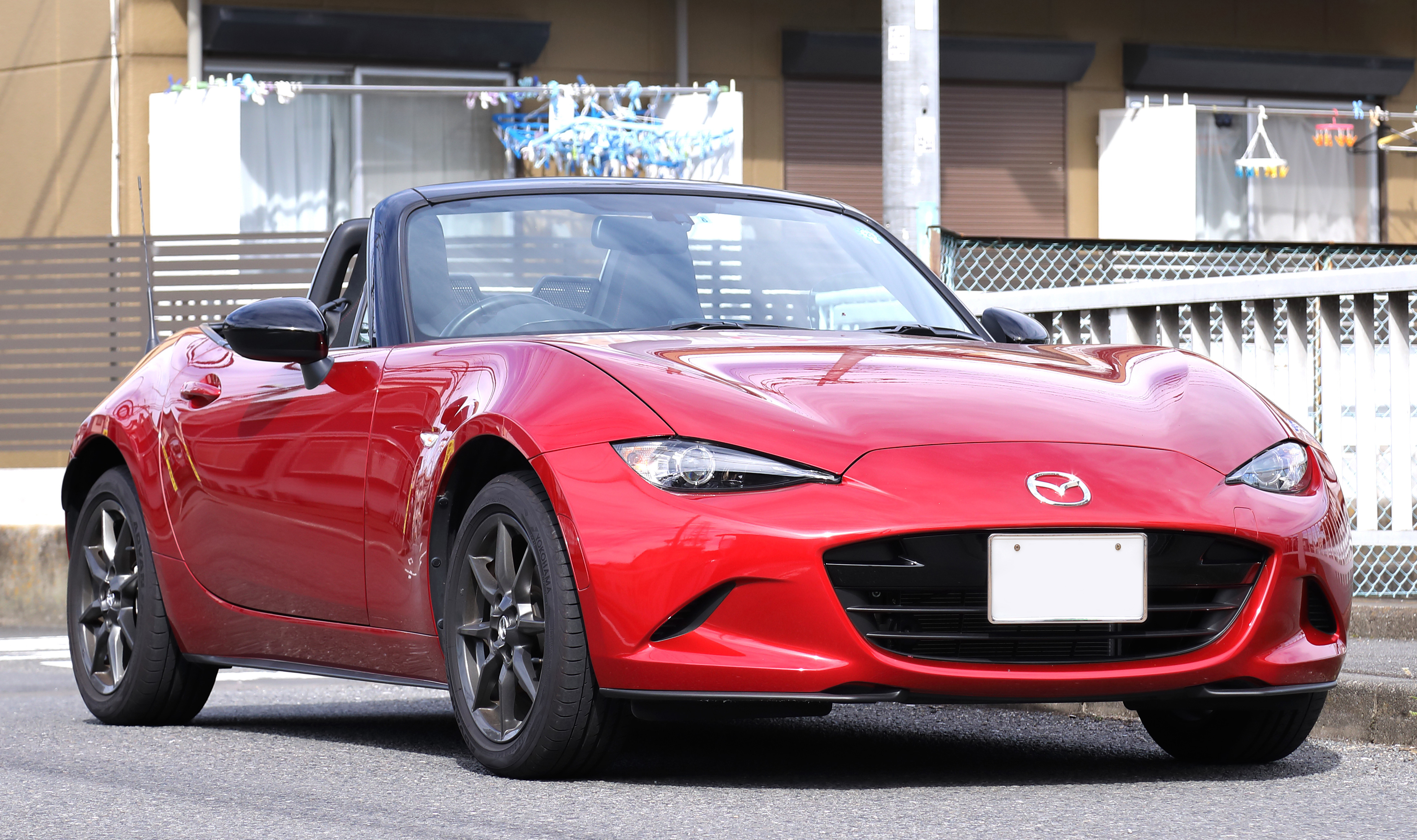
Mazda MX-5 je nejprodávanější sportovní kabriolet na světě v historii

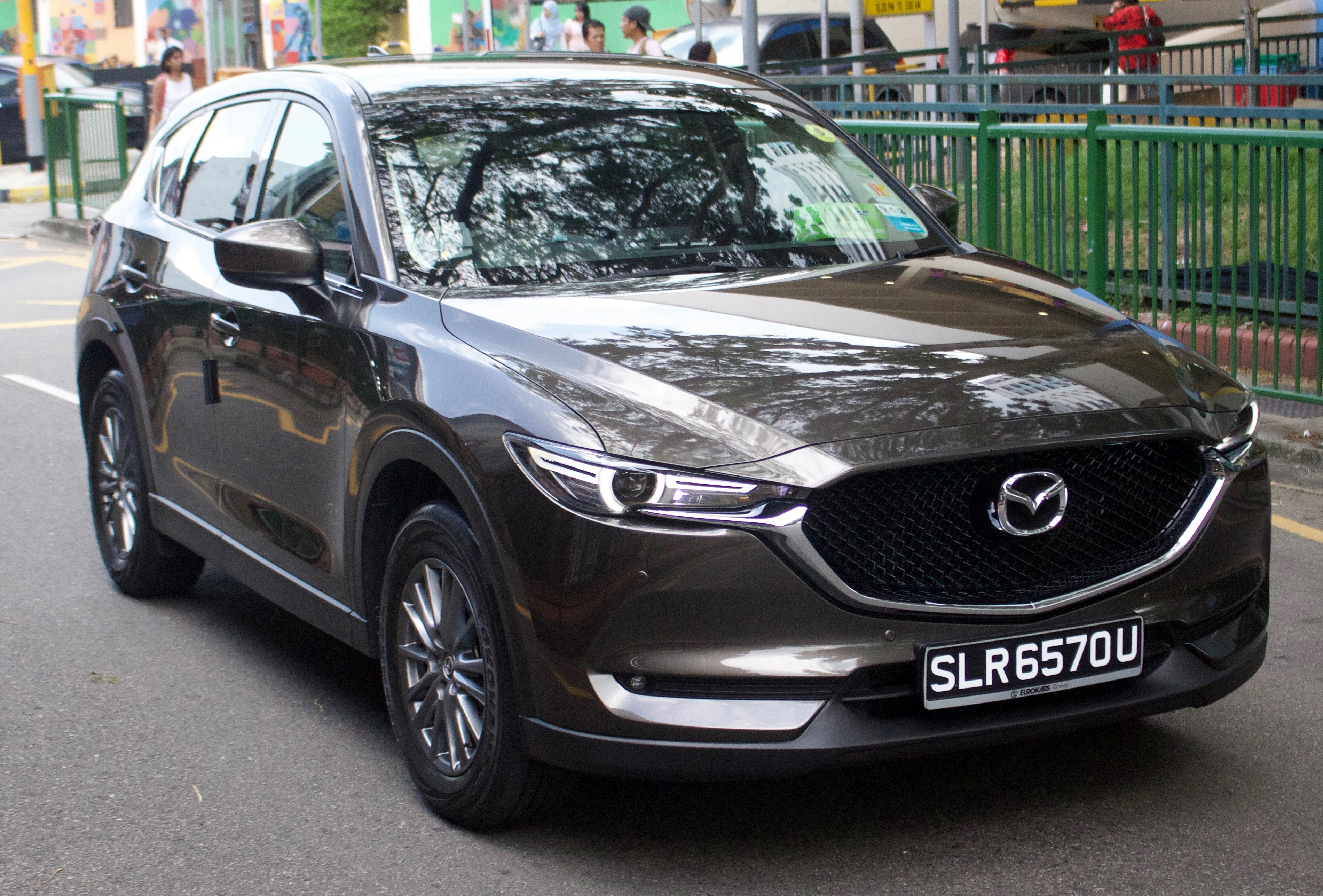
Kompaktní SUV Mazda CX-5 převzal od čtvrté generace Mazdy 3 pozici nejprodávanějšího modelu značky

Mazda byla v roce 1920 založena jako společnost vyrábějící náhražku korku, až později se zaměřila na výrobu nářadí. Teprve v roce 1931 se začala orientovat na produkci motorových vozidel, kdy začala vyrábět nákladní tříkolový motocykl zvaný Mazda GO. Prvními osobními automobily byly minivozy Mazda R360 (1960) a Mazda Carol (1962). Následoval vůz nižší střední třídy Mazda 323 (1963-2003), vyšší střední třídy Mazda 929 (1966-1991), sportovní automobil Mazda Cosmo (1967-1996), vůz střední třídy Mazda 626 (1970-2002) a coupé Mazda RX-3 (1971).
Mezi lety 1974 a 2015 spolupracovala Mazda s americkou společností Ford, která držela v Mazdě 24,5% podíl od roku 1979, a až 33,4% k roku 1995. V osmdesátých letech byly některé vozy vyrobené Mazdou na některých trzích přejmenované na značku Ford, na jiných trzích se stále prodávaly s názvem Mazda. Ford zapůjčoval Mazdě část své výrobní kapacity. Mazda dodávala Fordu převodovky a na platformách od Mazdy byly postavené vozy Ford Laser, Escort, Telstar a Probe. Partnerství bylo ukončeno v roce 2015 a Ford všechny akcie prodal.
Logo firmy Mazda prošlo dlouhou historií, od roku 1934 až po dnešní logo, které firma používá od roku 1997.

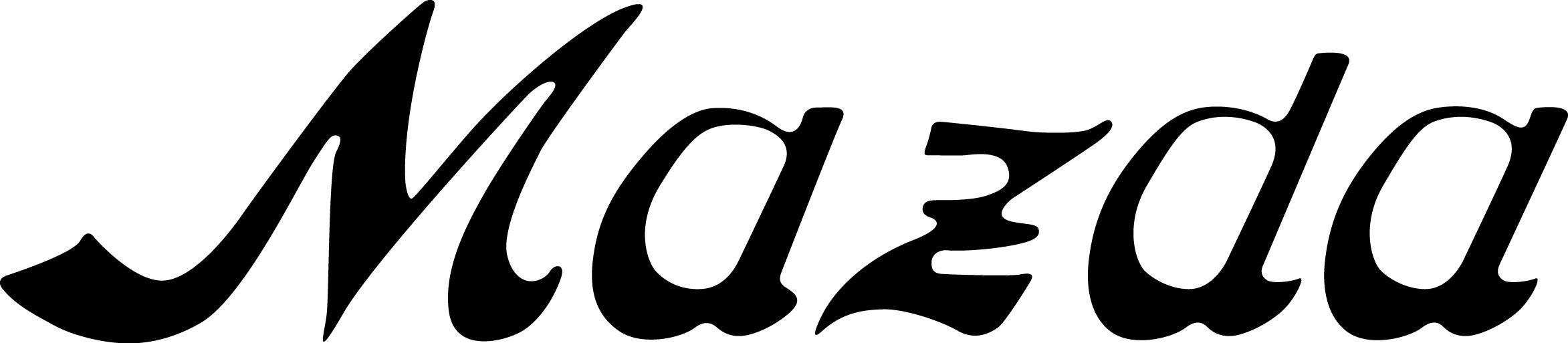
1934
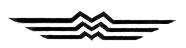
1936
1959
1975
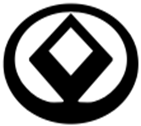
1991
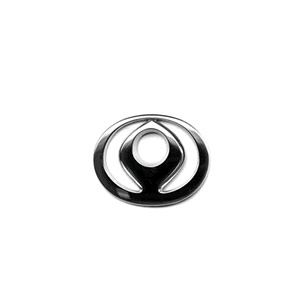
1992
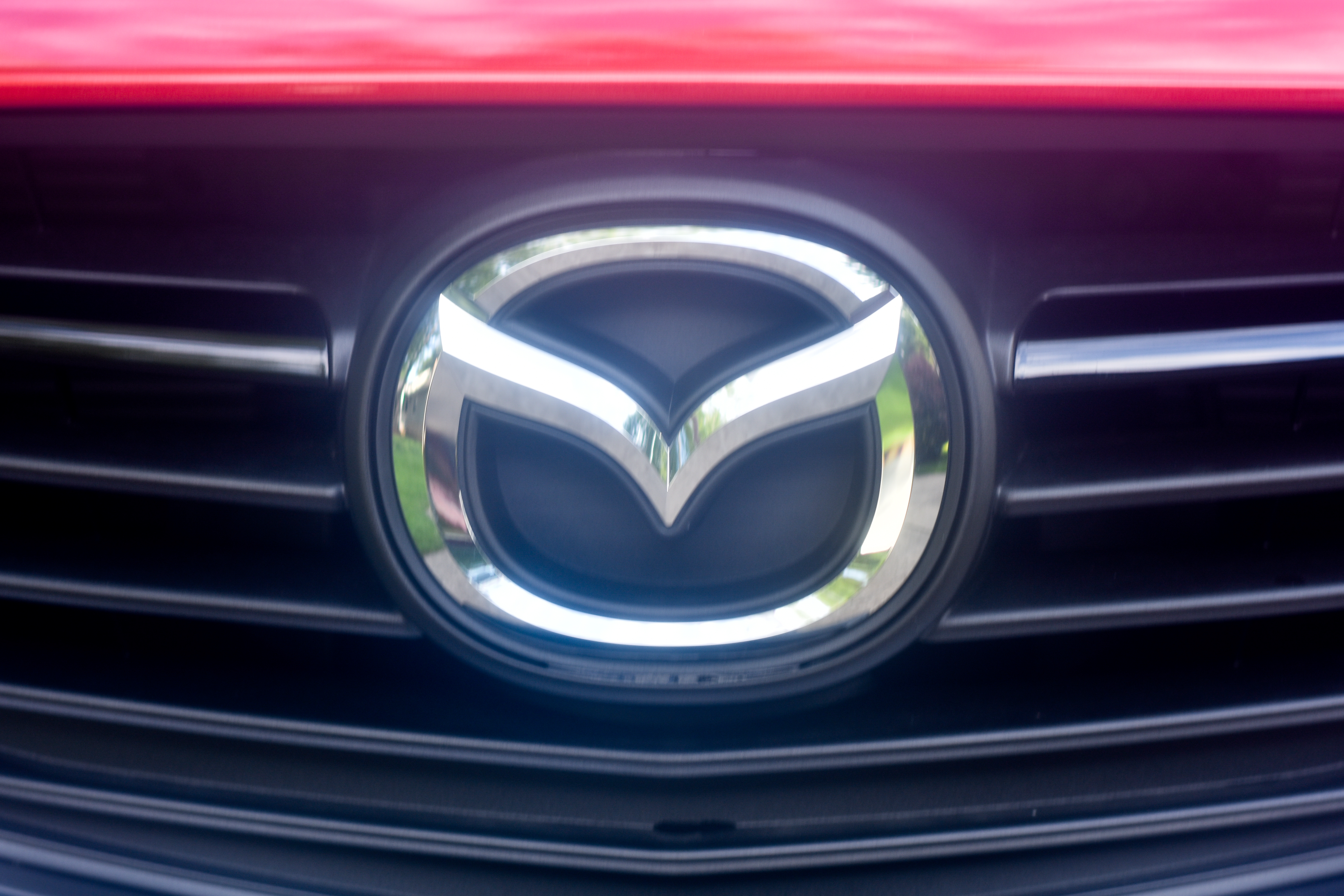
1997

## Značky
Mazda dříve používala na trhu v Japonsku (a příležitostně v Austrálii) řadu různých značek, včetně Autozam, Eunos, a Efini, které již byly staženy. Tato diverzifikace tlačila skupiny vývoje výrobků v Mazdě za jejich limity. Namísto toho, aby bylo půl tuctu variant dané platformy, musely týmy pracovat na tuctech různých modelů. A zákazníci byli též zmateni z množství podobných nových modelů.
Dnes existují bývalé značky v Japonsku jako prodejní kanály (specializovaná jednatelství), ale již nemají zvláštní značky vozidel. Jinými slovy, Carol se prodává v obchodě Autozam (specializovaném na malé vozy), ale je prodáván pod značkou Mazda, nikoli jako Autozam Carol, jak tomu bylo dříve.
Na začátku roku 1992 Mazda plánovala vytvořit luxusní značku Amati, která by konkurovala v Severní Americe značkám Acura, Infiniti, a Lexus, a která by se prodávala od konce roku 1993. Počáteční záběr Amati by zahrnoval Amati 500 (která se v Japonsku a Austrálii označovala jako Eunos 800, v USA jako Mazda Millenia a v Evropě jako Mazda Xedos 9) a Amati 1000 (následník vozu Mazda 929 s motorem V12 a pohonem zadních kol). Značka Amati byla stornována dřív, než se jakékoli vozy dostaly na trh.
V Evropě byla značka Xedos spojována také s vozem Mazda Xedos 6, se dvěma modely vyráběnými v letech 1992 až 1997. Linie Xedos byla na trhu pod značkou Mazda a v odpovídajících letech používala logo Mazda.

## Alternativní pohony
Mazda nevyrábí žádné vozy typu plug-in hybrid. Vyvinut byl jen prototyp plug-in hybrid Mazdy 5, z jeho výroby nakonec sešlo. Mazda 2 a Mazda 3 je však k dispozici ve variantě mild-hybrid, kdy se baterie využívá k podpoře motoru při akceleraci v nízkých rychlostech, baterie se pak dobíjí kromě motoru také rekuperačním brzděním. První elektrický vůz Mazda MX-30 přišel v roce 2020. První plug-in hybridy CX-60 a CX-80 by měly dorazit do roku 2023.

## Použité technologie
Od roku 2010 šla do prodeje první Mazda se systémem stop-start a očekávalo se, že se tento systém rozšíří globálně na celou škálu modelů. Od roku 2012 Mazda přišla na trh s novou technologií SkyActiv. Její podstata je v promyšleném snižování hmotnosti při zachování výborných parametrů a zároveň v úpravě pohonných jednotek. U snižování hmotnosti je rozdíl markantní na první pohled například u modelových roků 2007 a 2013, kdy Mazda 6 rok 2007 má hmotnost 1,5 t a Mazda 6 rok 2013 má pohotovostní hmotnost 1,3 t, i když má novější model vyšší výbavu. Díky nižší hmotnosti mohou tak auta dosahovat nižší spotřeby a tím dochází k redukci emisí, které jsou vypouštěny do ovzduší. Navíc díky takto nízké hmotnosti v kombinaci s propracovaným podvozkem má vůz velmi dobré jízdní vlastnosti v porovnání s konkurencí (VW Passat, Škoda Superb, Toyta Avensis, Ford Mondeo). Již zmiňovanou součástí technologie SkyActiv je i úprava motorů. Jak naftový tak benzinový motor pracují s kompresním poměrem 14:1, což jsou nevídané hodnoty, a přitom jsou schopné jezdit na klasická paliva Natural 95 a diesel. (Obvyklý kompresní poměr u benzinového motoru, aniž by docházelo k detonačnímu spalování, je 12:1 při použití 95 oktanového benzinu. U přeplňovaného naftového motoru je běžný kompresní poměr 18:1.) Díky tomuto kompresnímu poměru se opět snižují emise motoru a zlepšuje se účinnost. Ve výsledku tak díky nízké hmotnosti a propracovaným motorům, snižuje výslednou spotřebu oproti konkurentům, cca o 1–2 l na 100 km, a to při zachování srovnatelných výkonů.

## Automobilové soutěže
Ve světě automobilových soutěží měla Mazda významné úspěchy jak se svými vozy s motory Wankelovy konstrukce (ve dvourotorové, třírotorové i čtyřrotorové podobě), tak s modely s tříválcovými motory. Vozy a motory Mazda se účastní široké škály disciplín a soutěžních seriálů po celém světě.

### Mezinárodní soutěže

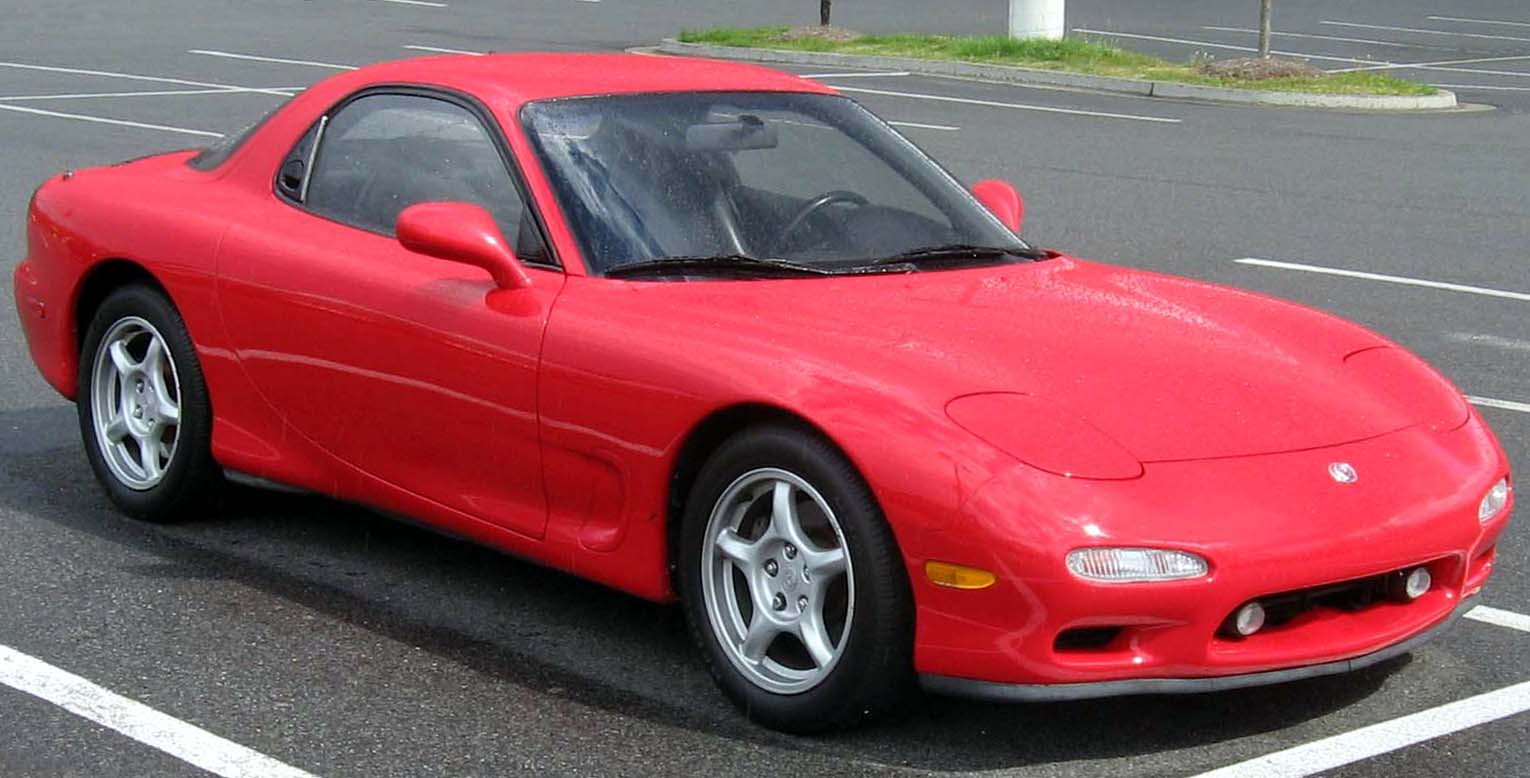
Mazda RX-7 byl nejpopulárnější sportovní automobil s rotačním motorem na světě

Soutěžní debut Mazdy se uskutečnil 20. října 1968, když dva vozy Mazda Cosmo Sport 110S s karoserií kupé vstoupily do 84hodinového ultravytrvalostního závodu Marathon de la Route na Nürburgringu, jeden z nich skončil na čtvrtém místě a druhému po 81 hodinách praskla osa. V následujícím roce se Mazda účastnila závodů s kupé vozy Mazda Familia R100 M10A. Po vítězství ve Velké ceně Singapuru v dubnu 1969 a získání pátého a šestého místa ve čtyřiadvacetihodinovém závodě ve Spa (kde byla poražena jen vozy Porsche 911) 19. října 1969, se Mazda opět účastnila 84hodinového závodu na Nürburgringu se čtyřmi vozy modelu Familia. Jen jeden z nich závod dokončil, a to na pátém místě.
V roce 1976 Ray Walle, vlastník Z&W Mazda, řídil Cosmo (Mazda RX-5) z jednatelství v Princetonu (New Jersey) do Daytony, zvítězil ve třídě Touring do 2,5 litru v závodě 24 hodin Daytony a potom jel zpět do New Jersey. Vůz Cosmo se umístil na celkovém 18. místě ze startovního pole 72 vozů. Jedinými modifikacemi oproti sériovému provedení byly závodní brzdové destičky, výfuk a bezpečnostní výbava.
Po významných úspěších vozů Mazda RX-2 a Mazda RX-3, vyhrál vůz Mazda RX-7 více závodů IMSA ve své třídě než kterýkoli jiný model automobilu, kdy sté vítězství zaznamenal 2. září 1990. Dále RX-7 vítězil ve své třídě v závodě 24 hodin Daytony nepřetržitě po deset let, počínaje rokem 1982. Tentýž vůz vyhrával každý rok od 1980 do 1987 (včetně) závody mistrovství IMSA Grand Touring do 2 litrů (GTU).

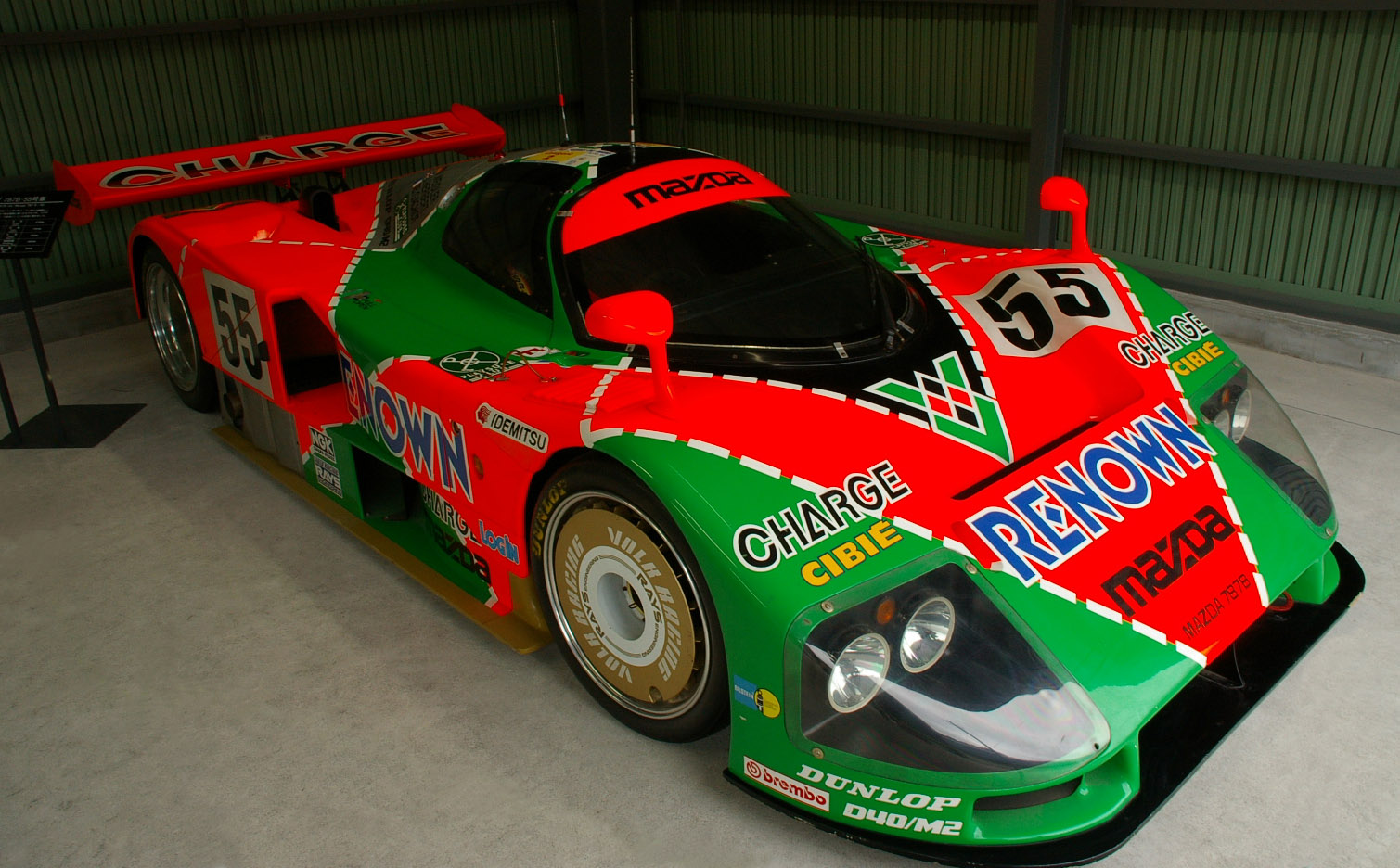
Mazda 787B, vítěz závodu 24 hodin Le Mans v roce 1991

V roce 1991 čtyřrotorový vůz Mazda 787B (objem 2 622 cm3, počítané podle formule FIA jako 4 708 cm3) drtivě vyhrál automobilový závod 24 hodin Le Mans. Triumf vozu 787B zůstává neporovnatelný, protože je to dosud jediný vůz s motorem bez běžných válců a pístů, který dokázal vyhrát Le Mans, a Mazda je dosud jediný tým mimo západní Evropu nebo Spojené státy, který na Le Mans zvítězil – ironicky poté, co Nissan ukončil svůj program World Sportscar Championship a Toyota si po většinu roku 1991 vzala odpočinkový čas pro vývoj svého tříapůllitrového modelu TS010. To vedlo počínaje rokem 1992 v závodech Le Mans k zákazu motorů s rotačními písty, který byl však později odvolán. Po závodě v roce 1991 byl vítězný motor veřejně rozebrán ke vnitřnímu zkoumání, které ukázalo, že navzdory 24 hodinám extrémně tvrdého používání byl jen velmi málo opotřeben.
Výhru Le Mans v roce 1991 následovala dekáda vítězství (ve své třídě) jiných prototypů Mazda, včetně 757 a 767. Vůz Sigma MC74 poháněný motorem Mazda 12A byl prvním motorem a týmem mimo západní Evropu a Spojené státy, které dokončily celých 24 hodin závodu v Le Mans, a to v roce 1974. Mazda je také týmem, který nejspolehlivěji dokončil Le Mans (s výjimkou Hondy, která se účastnila jen se třemi vozy, a jen v jediném roce) s 67 % vozů v cíli. Mazda se vrátila k závodům prototypů v roce 2005 s týmem Courage a vozem C65 LMP2 v závodě American Le Mans Series na okruhu Road Atlanta. Tento vůz používá motor Renesis Wankel z vozu RX-8.
Mazda se radovala také z výrazných úspěchů v soutěžích World Land Speed (pozemní rychlostní rekord) a SCCA, závodech dragsterů, soutěžích rallye (Mazda Familia se objevila v soutěži WRC několikrát koncem 80. a začátkem 90. let), závodě One Lap of America a dalších. Wankelovy motory byly po nějakou dobu zakázány pro soutěž Formule 1, stejně jako v americké soutěži vozů kategorie midget, poté, co Gene Angelillo vyhrál v roce 1985 mistrovství North East Midget Racing Association s vozem poháněným motorem 13B, a znovu v roce 1986 s motorem 12A.

### Speciální série
Formule Mazda jsou vozy s odkrytými koly a s motory Mazda, přizpůsobitelné jak pro oválné, tak pro silniční okruhy, na různých soutěžních úrovních. Od roku 1991 je nejpopulárnějším formátem pro sponzory, diváky i závodníky profesionálně organizovaná soutěž Star Mazda Series. Motory jsou stavěny jediným konstruktérem, certifikovány na poskytování předepsaného výkonu a zapečetěny proti úpravám. Jsou relativně mírně laděné pro závody, takže jsou extrémně spolehlivé a mohou fungovat celé roky bez generální opravy.
Spec Miata se stala jednou z nejpopulárnějších a nejdostupnějších tříd silničních závodů v Severní Americe. Spec Miata (SM) je třída určená k tomu, aby poskytla příležitost závodit s nízkými náklady, s běžnými vozy jen s malými úpravami, vhodnými pro závody. Pravidla jsou úmyslně navržena tak, aby byla otevřenější než třída Showroom Stock, ale přísnější než třída Improved Touring.

## Sponzorství
Mazda je velkým sponzorem různých profesionálních sportovních týmů, například:
- Týmy z rodného města:
  - Hiroshima Toyo Carp (Nippon Professional Baseball): Část „Toyo“ v názvu týmu je na počest majetkové účasti Mazdy v týmu od roku 1968 (kdy byla Mazda známa jako Toyo Kogyo). Rodina Matsuda, potomci zakladatele Mazdy, drží majoritní vlastnický podíl v týmu.
  - Sanfrecce Hiroshima (J. League): Původně známý jako Toyo Kogyo Soccer Club a založený v roce 1938, byl vlastněn přímo Mazdou až do roku 1992, kdy Mazda snížila svůj podíl při profesionalizaci klubu pro novou soutěž J. League.
- Ostatní týmy:
  - Fremantle Football Club (Australian Football League)
  - North Melbourne Football Club (Australian Football League)

## Marketing
Od roku 2000 používá Mazda k popsání toho, čemu se říká „emoce z pohybu“, která je přirozená jejím výrobkům, frázi „Zoom-Zoom“. Extrémně úspěšná a dlouhotrvající (v porovnání s marketingovými liniemi jiných automobilek) kampaň Zoom-Zoom se nyní rozšířila po celém světě, po jejím počátečním použití v Severní Americe.
Kampaň Zoom-Zoom je v mnoha televizních a rozhlasových reklamách spojena s písní „Zoom Zoom Zoom“. Původní verze v podání skupiny Serapis Bey (použitá v Evropě, Japonsku a Jižní Africe), byla nahrána dlouho před tím, než se stala oficiální písní Mazdy, jako soundtrack k filmu Mistr neznámého boje (angl. Only The Strong) z roku 1993. Verze Serapis Bey je cover-verzí tradiční písně Capoeira, nazvané „Capoeira Mata Um“.
Dřívější reklamy v kampani Zoom-Zoom obsahovaly také malého chlapce (tehdy 10 let), říkajícího slogan „Zoom-Zoom“, kterému se občas říkalo „Zoom-Zoom Kid“. Tento „chlapec“ (angl. „kid“), nyní teenager, se jmenuje Micah Kanters.

## Automobily

### Současná produkce
- Mazda 2 (2002, supermini)
- Mazda 3 (2003, nižší střední třída)
- Mazda 6 (2002, střední třída)
- Mazda CX-3 (2014, mini SUV)
- Mazda CX-30 (2019, mini SUV crossover)
- Mazda CX-4 (2016, compact crossover SUV)
- Mazda CX-5 (2012, compact crossover SUV)
- Mazda CX-8 (2017, SUV)
- Mazda CX-9 (2006, SUV)
- Mazda MX-5 (1989, sportovní kabriolet)
- Mazda MX-30 (2020, elektrický a hybridní kompaktní crossover SUV)
- Mazda BT-50 (2006, užitkový pick-up)

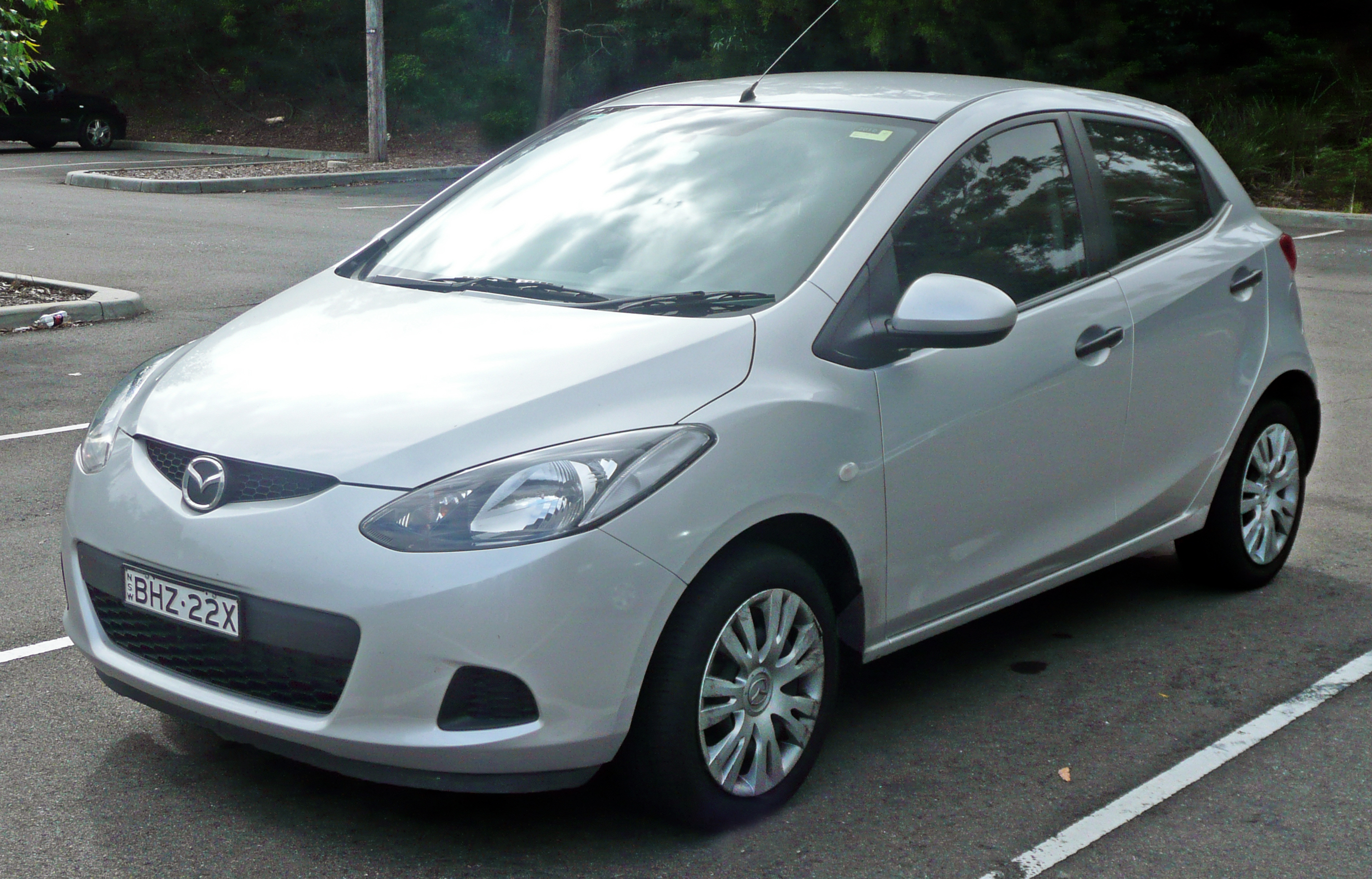
Mazda 2
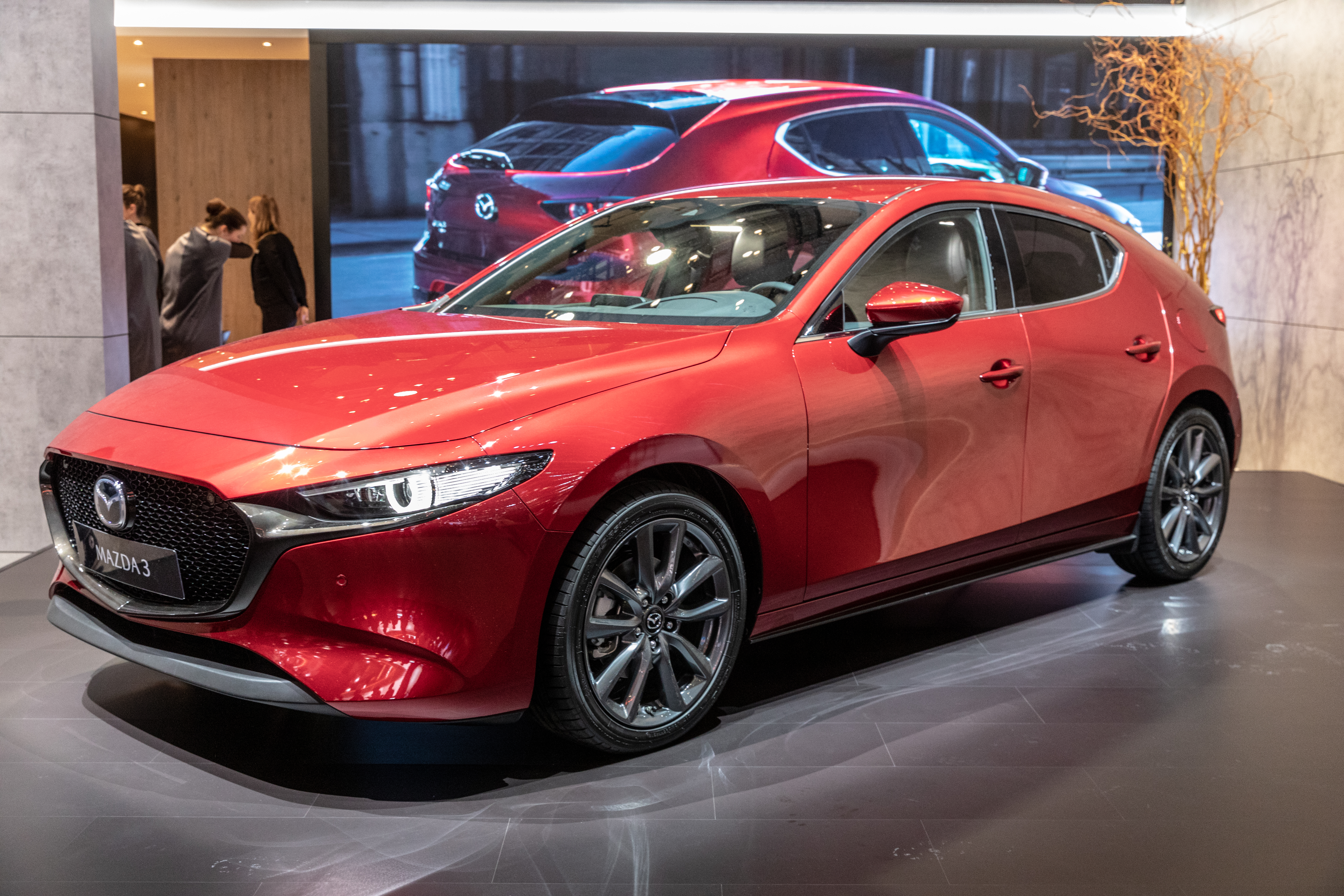
Mazda 3
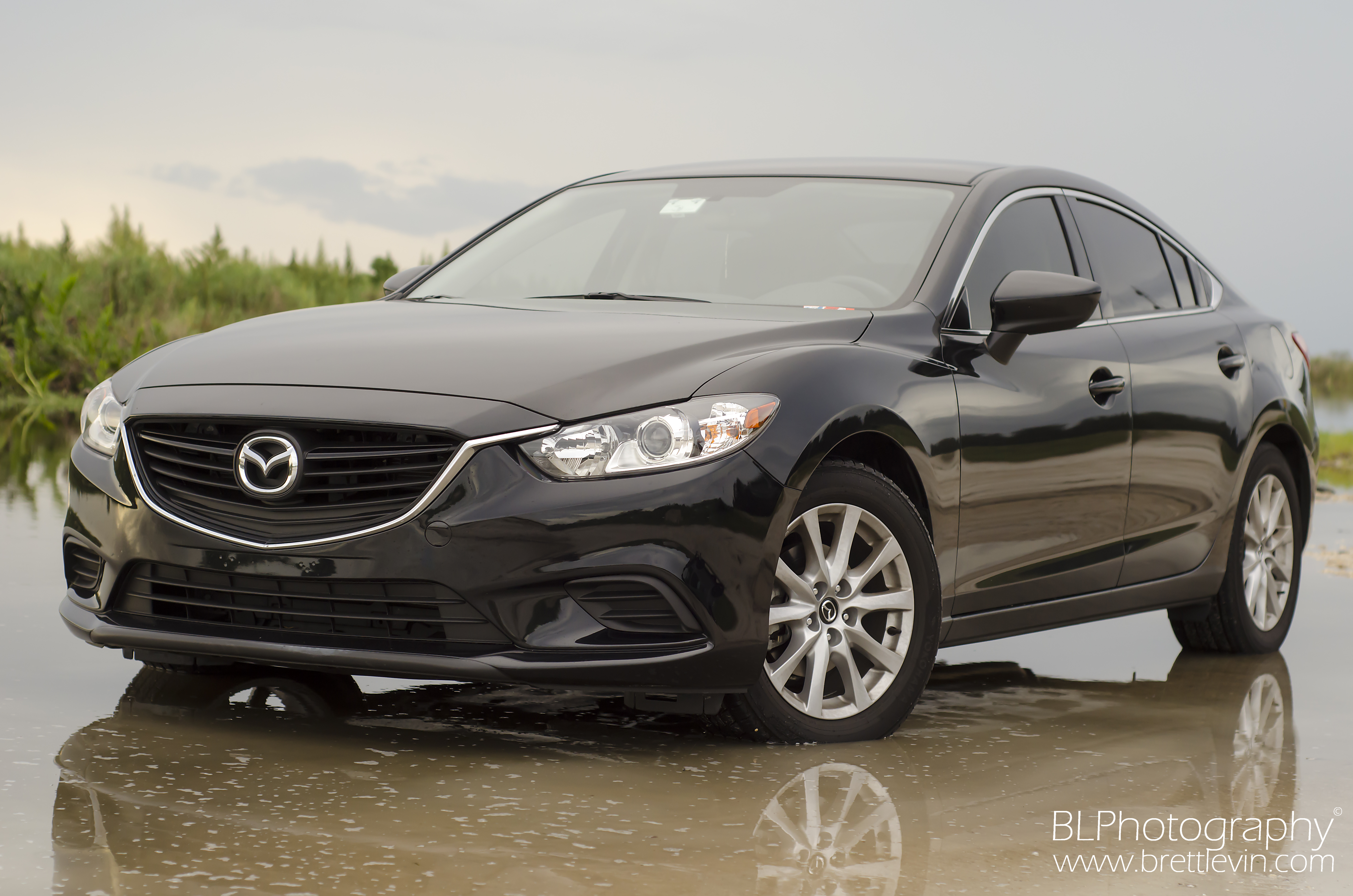
Mazda 6
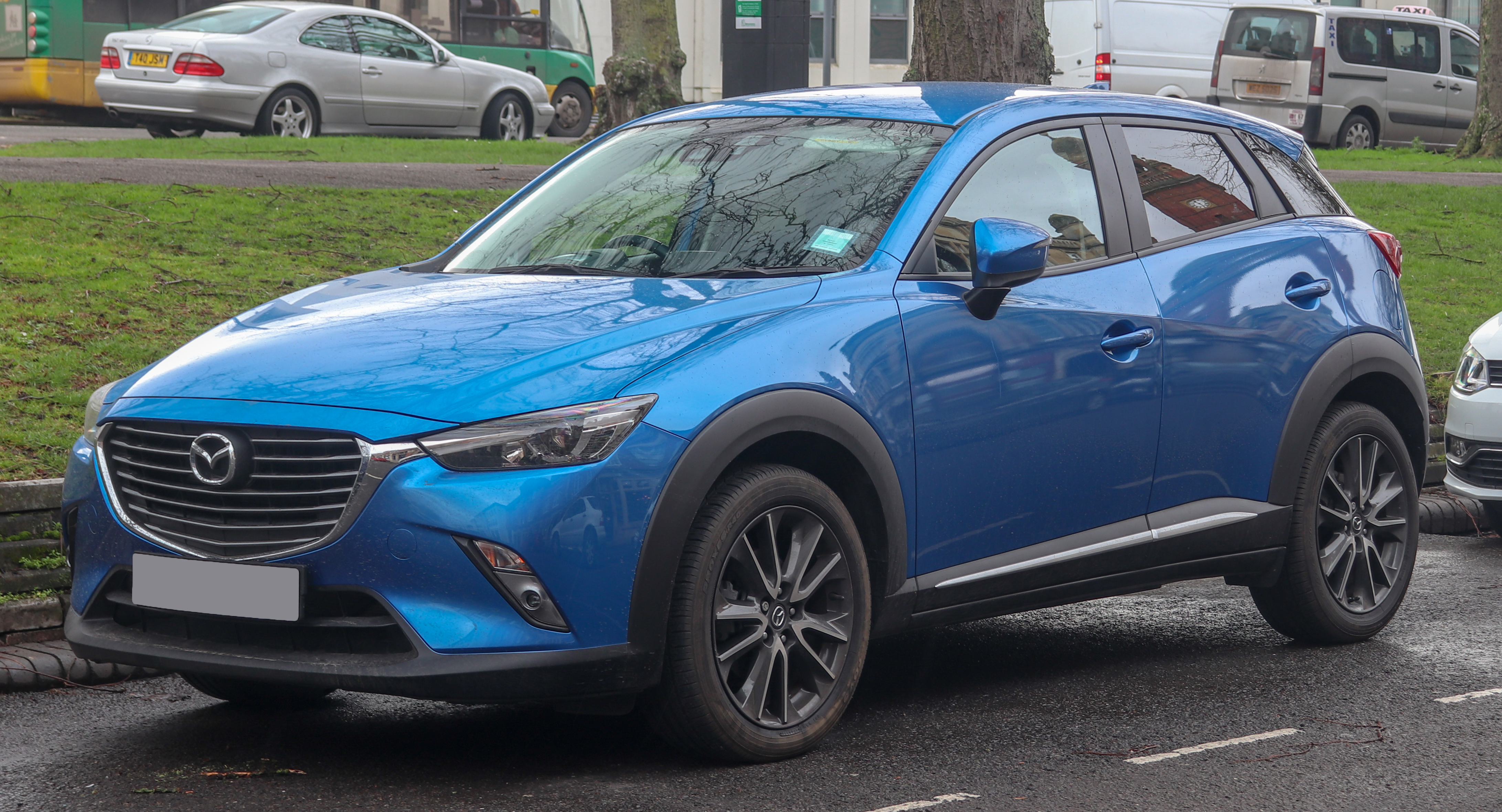
Mazda CX-3
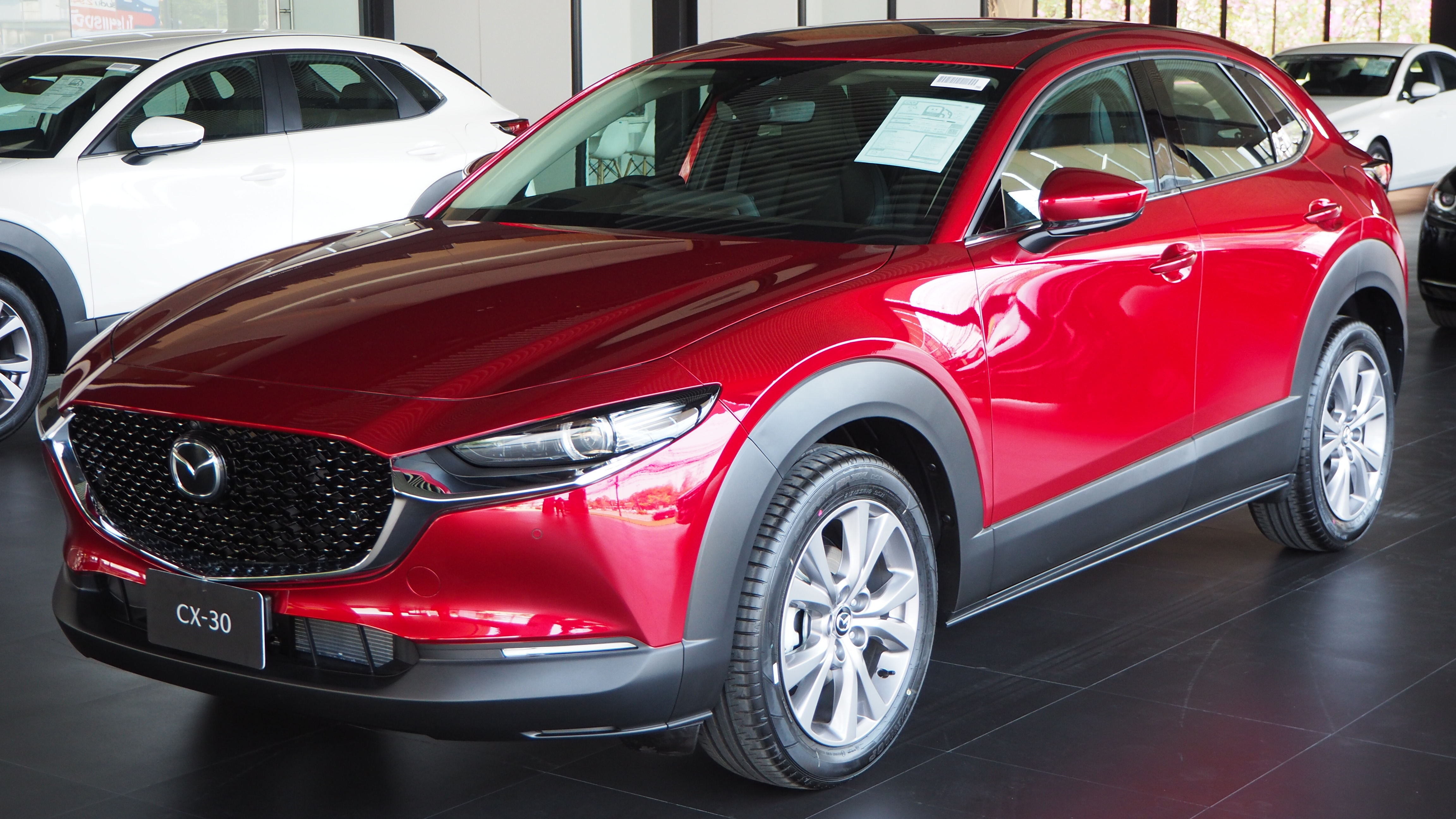
Mazda CX-30
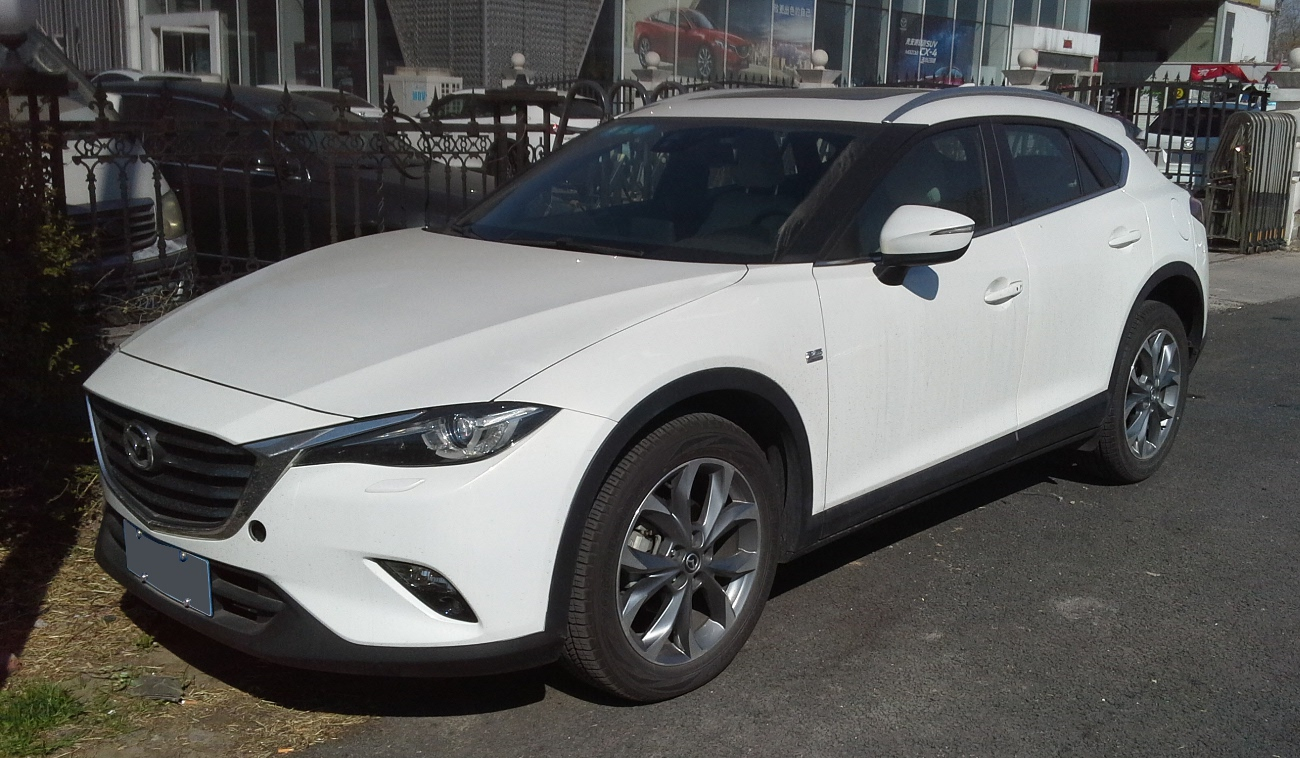
Mazda CX-4
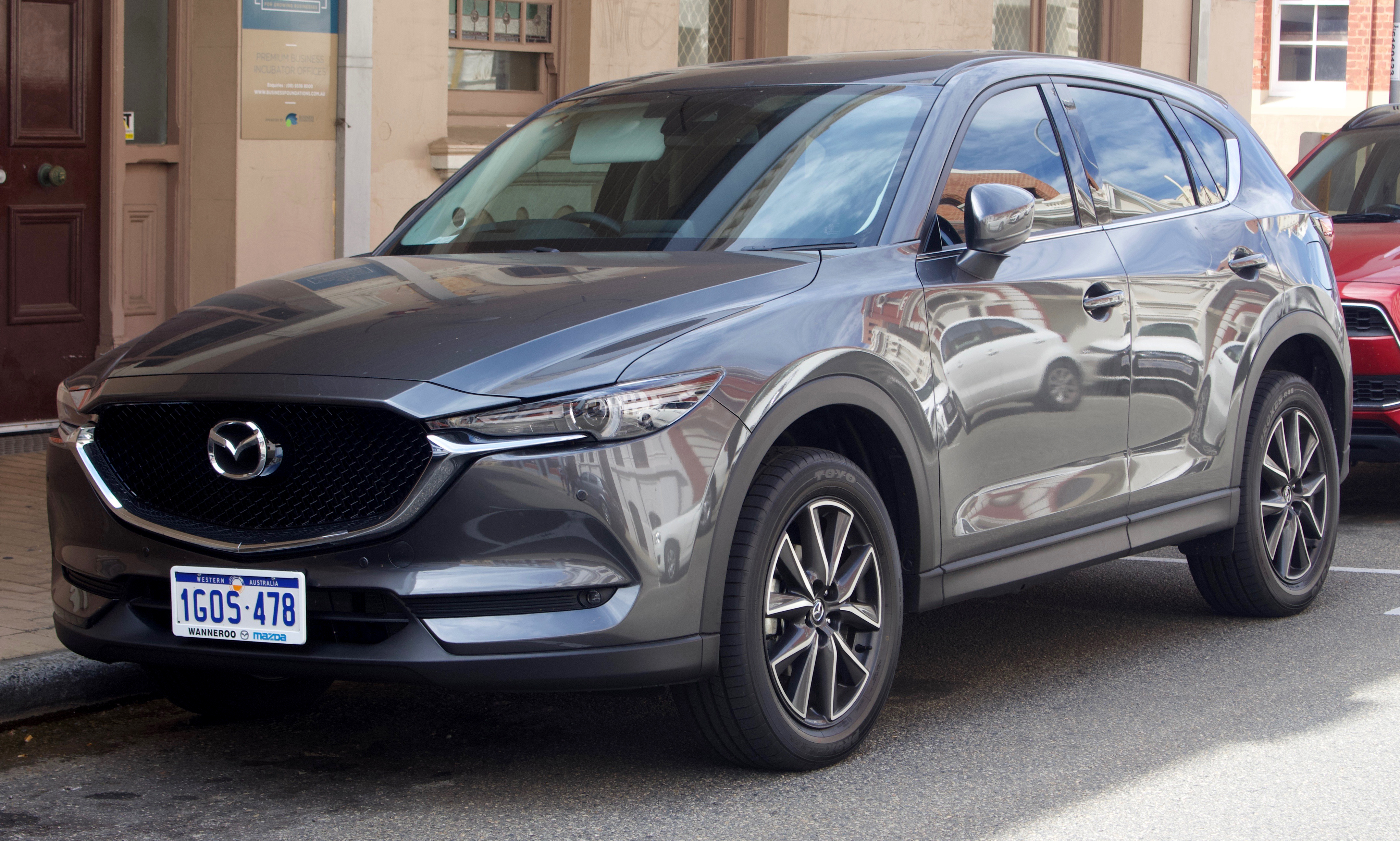
Mazda CX-5
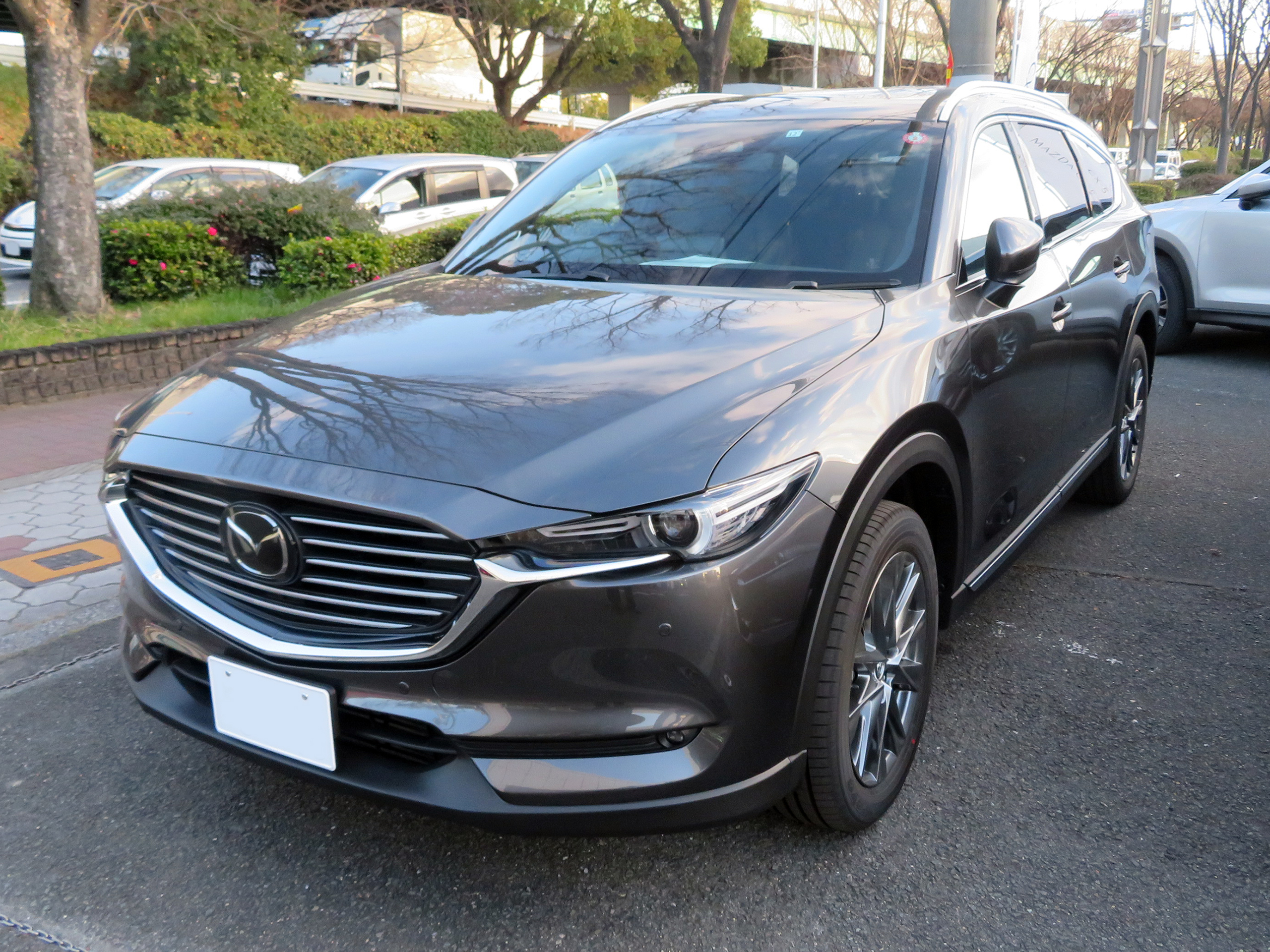
Mazda CX-8
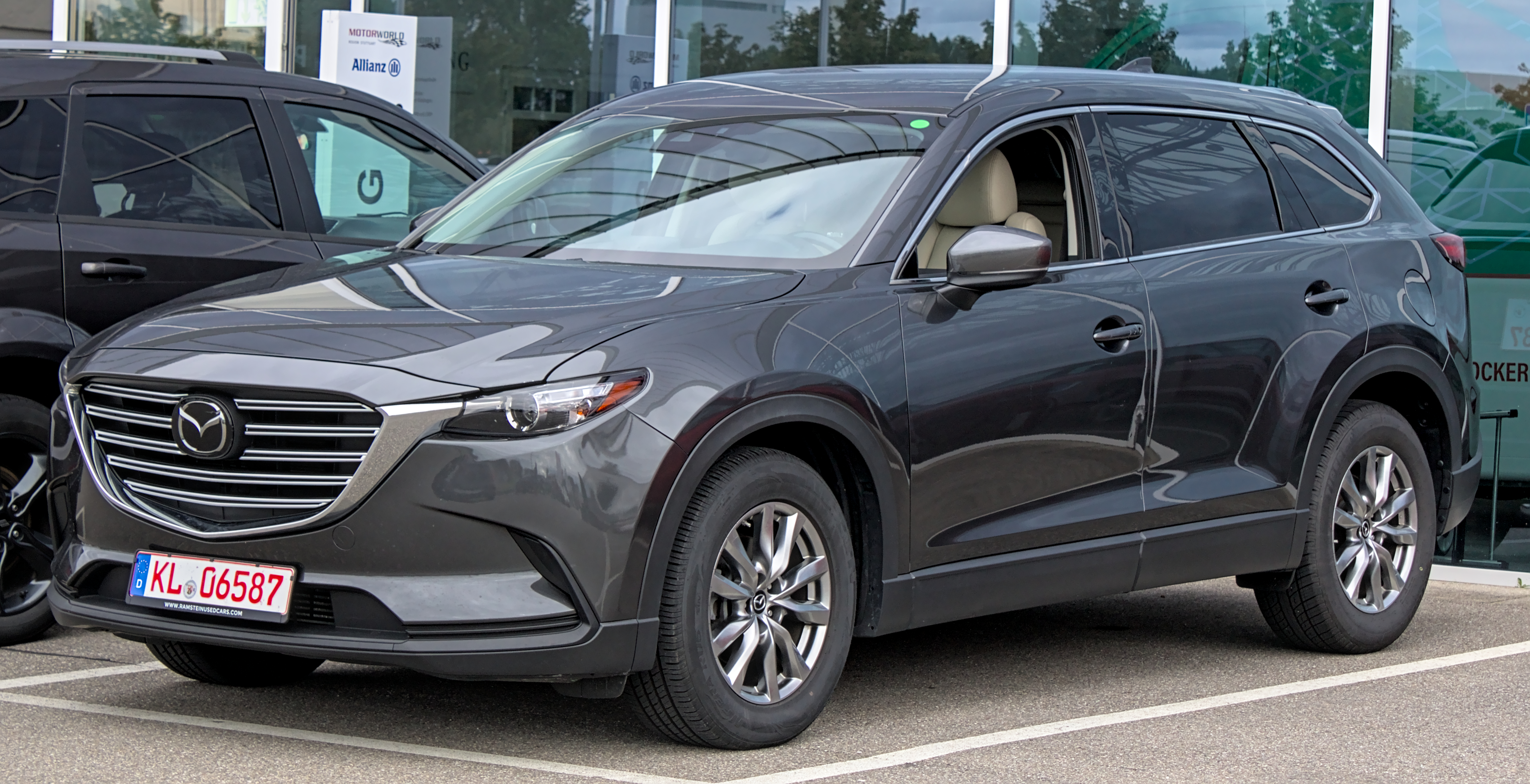
Mazda CX-9
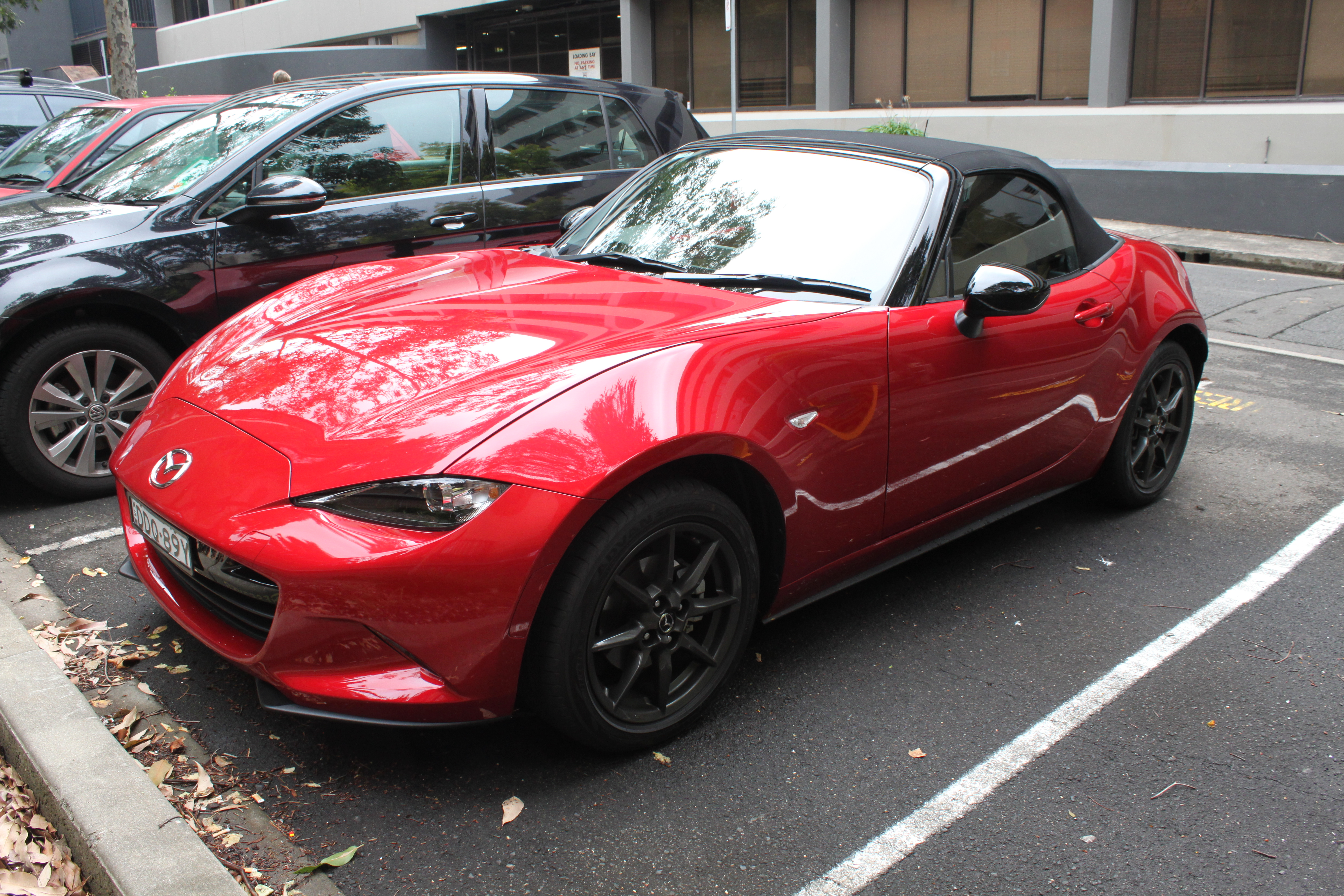
Mazda MX-5
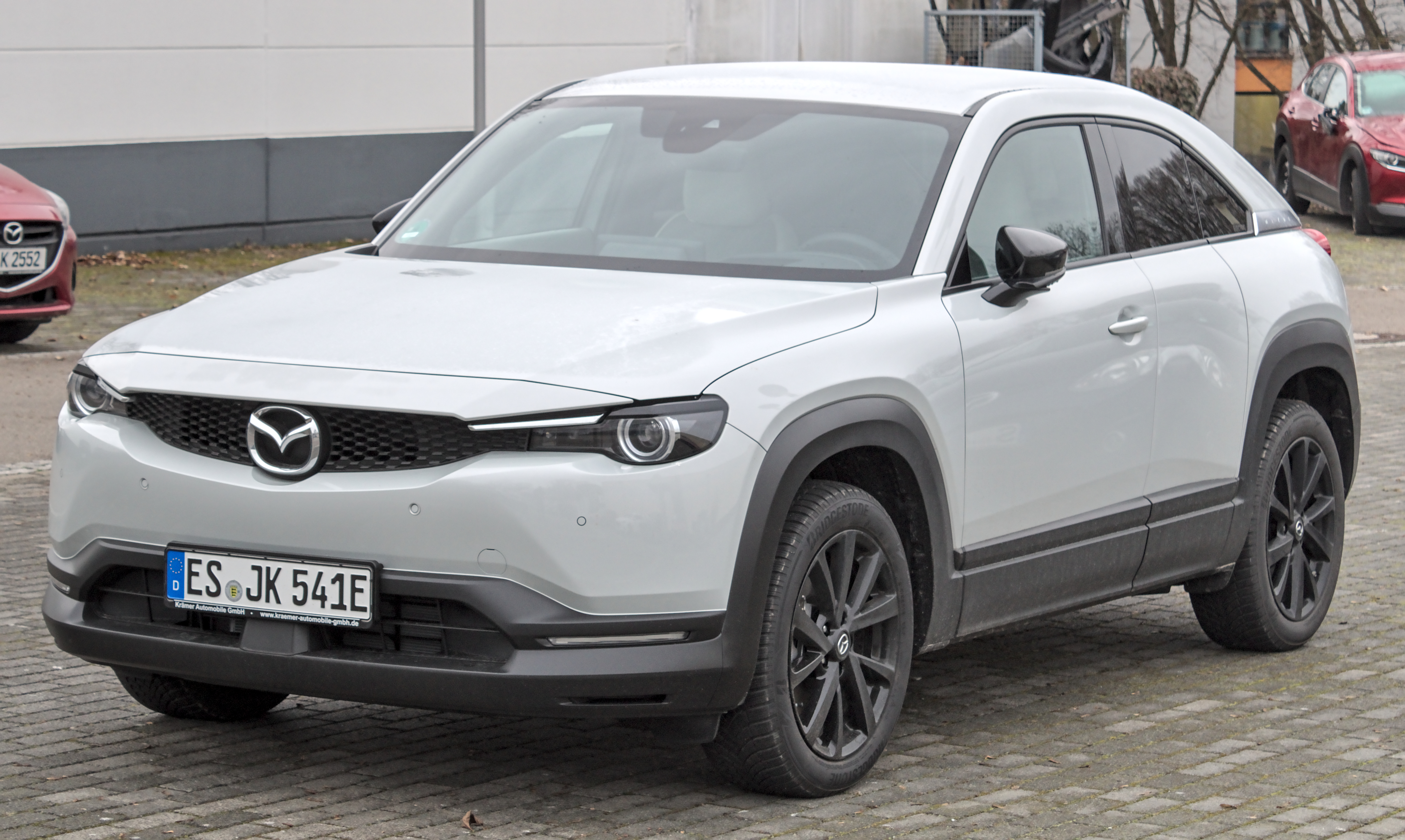
Mazda MX-30
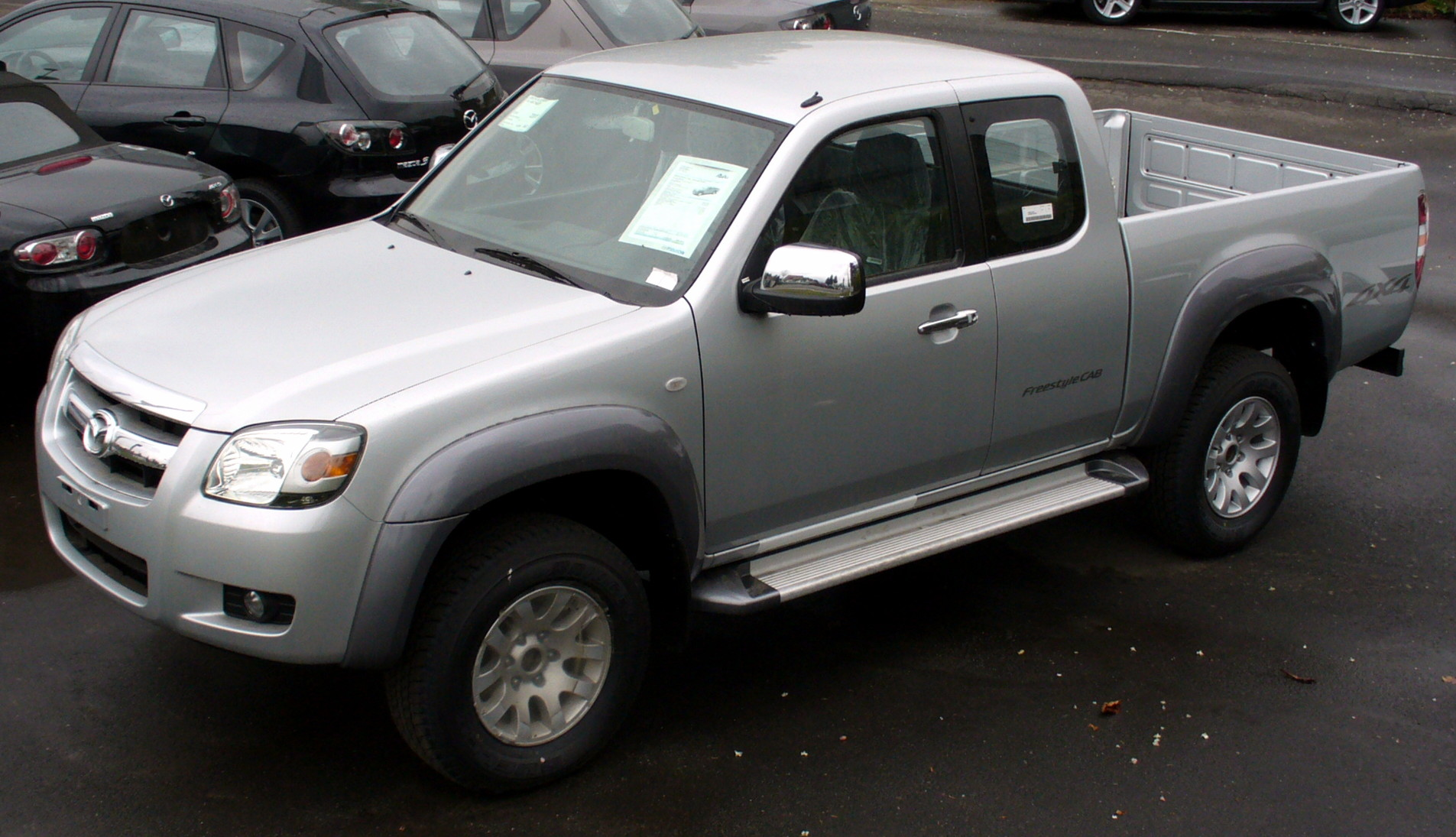
Mazda BT-50

### Starší modely
- Mazda 121
- Mazda 323 (karosářská varianta: Mazda 323F)
- Mazda 5 (2005-2015)
- Mazda 626
- Mazda 929
- Mazda Carol
- Mazda Cosmo
- Mazda CX-7
- Mazda Demio
- Mazda Familia
- Mazda MPV
- Mazda MX-3
- Mazda MX-6
- Mazda Premacy
- Mazda R360
- Mazda Roadpacer
- Mazda RX-3
- Mazda RX-7
- Mazda RX-8
- Mazda Spiano
- Mazda Tribute
- Mazda Xedos 6
- Mazda Xedos 9

### Koncepty
- Mazda Furai (2010)